# Comité Olímpico de Tanzania
El Comité Olímpico de Tanzania (código COI: TAN) es el Comité Olímpico Nacional que representa a Tanzania. Fue creado y reconocido por el COI en 1968.
Tanzania hizo su debut en los Juegos Olímpicos de Verano de 1968 celebrados en Barcelona, donde estuvo representada por cuatro atletas.

## Presidentes del Comité
- 2002 – Gulam Abdulla Rashid[1]